# Alligator Alley
Pour les articles homonymes, voir Alligator (homonymie).
L'Alligator Alley, aussi appelée Everglades Parkway, est une route américaine constituant une section de l'Interstate 75 dans le sud de la Floride. Ouverte en 1969, elle traverse les Everglades en reliant Naples, dans le comté de Collier, à l'ouest, à Weston, dans le comté de Broward, à l'est.